# Đấu tay đôi

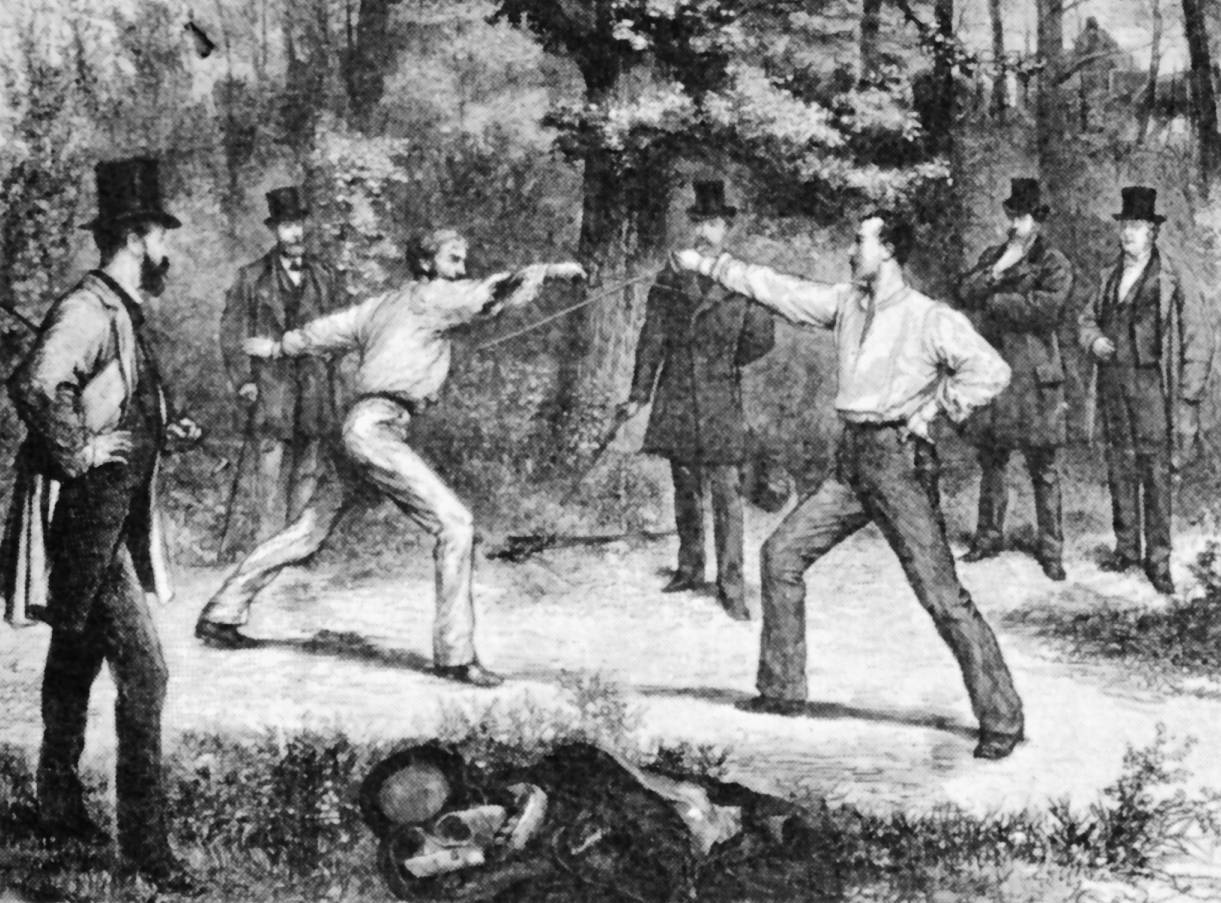
"Quy tắc của danh dự - Một trận đấu tay đôi tại The Bois De Boulogne, gần Paris, tranh khắc trên gỗ của Godefroy Durand tháng 1, 1875)

Đấu tay đôi là một trận đấu được sắp xếp và thỏa thuận trước giữa hai cá nhân với vũ khí như nhau dựa theo luật đấu tay đôi đã thống nhất. Những cuộc đấu tay đôi theo hình thức này được diễn ra chủ yếu vào những năm đầu thời cận đại tại châu Âu.
Hình thức ban đầu của nó xuất phát từ tinh thần dũng cảm của các hiệp sĩ thời Trung Cổ và tiếp tục kéo dài cho đến cho đến thời cận đại (thế kỉ 19 đến đầu thế kỉ 20) đặc biệt là giữa các sĩ quan quân đội. Trong suốt thế kỉ 17 và 18 (và trước đó), đấu tay đôi hầu như diễn ra với vũ khí là kiếm (Kiếm liễu (rapier), và sau đó là kiếm ngắn (smallsword)). Nhưng vào cuối thế kỉ 18 tại Anh, đấu tay đôi diễn ra với súng ngắn. Đấu kiếm và súng tiếp tục diễn ra bên cạnh nhau trong suốt thế kỉ 19.
Đấu tay đôi dựa trên nguyên tắc danh dự, đấu tay đôi không phải là cuộc chiến giết kẻ đối đầu để đạt được sự "thỏa mãn", mà nó là để phục hồi danh dự bằng cách chứng minh sự sẵn sàng liều lĩnh tính mạng của mình cho danh dự. Truyền thống đấu tay đôi ban đầu dành cho những người đàn ông giới quý tộc; Tuy nhiên, trong thời hiện đại, nó mở rộng ra đến những người thuộc đẳng cấp cao trong xã hội. Trong một số trường hợp hiếm có, nữ giới cũng đấu tay đôi với kiếm và súng. Những trận đấu này được gọi là những trận "đấu tay đôi nữ" (petticoat duel).
Luật lệ chống lại đấu tay đôi đã có từ thời Trung Cổ. Hội đồng giáo hội Thiên Chúa giáo IV (Fourth Council of the Lateran) (1215) đã đặt đấu tay đôi ra ngoài vòng pháp luật, và Luật dân sự tại Thánh chế La Mã (Holy Roman Empire) cấm thi hành đấu tay đôi được thông qua sau cuộc "Chiến tranh Ba mươi Năm".
Từ đầu thế kỉ 17, đấu tay đôi bị cấm tại nhiều quốc gia nơi nó được thực hành. Đấu tay đôi dần mất đi sự ưa chuộng vào giữa thế kỉ thứ 19 và tại các nước châu Âu lục địa khi chuyển sang thế kỉ 20. đấu tay đôi suy giảm ở miền Đông Hoa Kỳ vào thế kỉ 19 và khi Nội chiến Hoa Kỳ bùng nổ, đấu tay đôi đã giảm dần thậm chí tại miền Nam Hoa Kỳ. Chính từ phía quan điểm của cộng đồng dân chúng, không phải từ luật pháp, dẫn đến sự thay đổi này.

## Lịch sử

### Thời kì đầu và thời kì Trung cổ

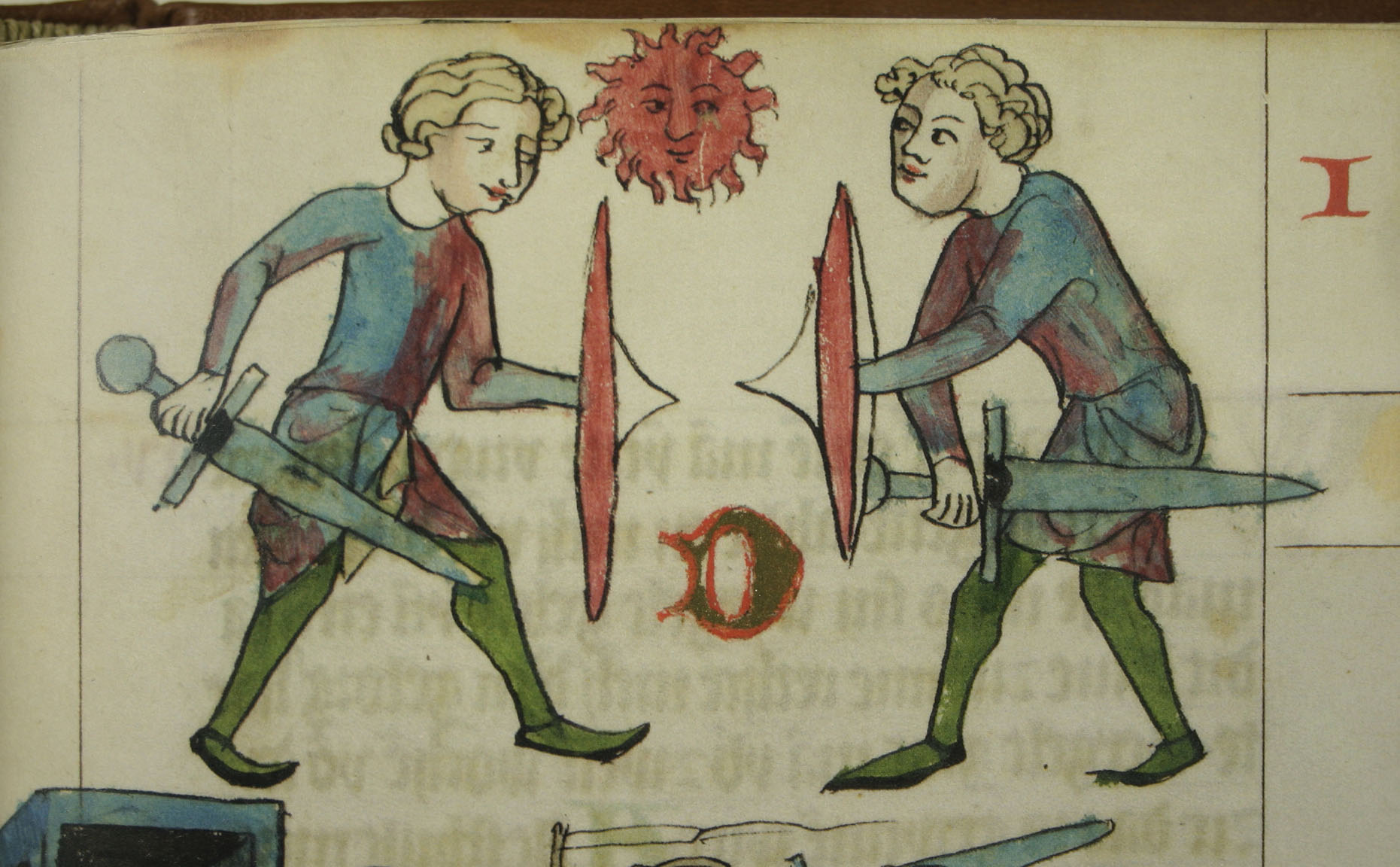
Mô tả của một luật chiến đấu trong tác phẩm "Dresden codex of the Sachsenspiegel"(từ thời kì đầu đến giữa thế kỷ 14,) minh họa các điều khoản, trong đó hai chiến binh phải "chia sẻ mặt trời", tức là căn bản thân vuông góc với ánh mặt Trời để mà không một ai có lợi thế hơn người còn lại.

Trong xã hội phương Tây, khái niệm "Đấu tay đôi" xuất phát từ những cuộc đấu hợp pháp thời Trung Cổ và thời tiền Thiên chúa giáo luyện tập như những cuộc đấu dưới thời đại Viking. Trong xã hội Trung Cổ, những cuộc đấu tay đôi hợp pháp được tổ chức cho những kị sĩ và những địa chủ để giải quyết nhũng tranh chấp. Những đất nước như là Đức, Anh và Ireland luyện tập theo truyền thống này. Những cuộc thi đấu hợp pháp gồm có 2 hình thức trong xã hội Trung Cổ, sự điêu luyện trong việc sử dụng vũ khí và những trận đấu thượng võ. Sự điêu luyện trong việc sử dụng vũ khí là cần thiết trong những tranh chấp giữa 2 nhóm lớn và được giám sát bởi một người có thẩm quyền. Trận đấu sẽ diễn ra khi danh dự của một nhóm người bị xem thường hay bị thách thức và mâu thuẫn không thể giải quyết được tại tòa án. Vũ khí được sử dụng theo quy định và có kích cỡ tương tự nhau. Trận đấu được diễn ra cho đến khi một bên không còn đủ sức chiến đấu. Trong một số trường hợp, bên thua sau đó sẽ bị hành hình. Những hình thức đấu tay đôi này sớm được cải tiến thành những trận đấu hào hiệp hơn, được gọi là pas d'armes hay "passage of arms"("Trận đấu vượt qua vũ khí"). Đây là một hình thức "Thi đấu võ thuật" thượng võ phát triển vào cuối thế kỉ 14 và tiếp tục phổ biến trong suốt thế kỉ 15. Nó gồm một kĩ sĩ hay một nhóm các kị sĩ sẽ chọn bất kì một địa điểm nào, như là một cây cầu hay cổng thành phố, và tuyên bố rằng bất kì kị sĩ nào muốn đi qua buộc phải chiến đấu hay bị sỉ nhục. Nếu như kị sĩ đi qua không mang theo vũ khí hay ngựa để có thể chấp nhận thách thức, người đó có thể được cấp chúng, và nếu kị sĩ đó né tránh cuộc quyết đấu, anh ta phải để lại "gót thúc ngựa" như một dấu hiệu của sự sỉ nhục. Nếu như một người phụ nữ đi qua điểm đó nhưng không có ai hộ tống, cô ấy phải để lại một chiếc găng tay hay khăn quàng cổ, để mà được đoạt lại và trả cho cô sau đó bởi một kị sĩ bất kì đi qua điểm đó.
Nhà thờ Công giáo La Mã đã lên án đấu tay đôi trong suốt thời Trung Cổ, tức giận với cả những cuộc đấu tay đôi hợp pháp và những cuộc đấu tay đôi vì danh dự của các nhà quý tộc. đấu tay đôi hợp pháp bị phản đối bởi Hội đồng Thiên Chúa Giáo(Lateran Council) vào năm 1215 nhưng nó vẫn tồn tại trong suốt thời kì thánh chế La Mã (Holy Roman Empire) vào thế kỉ thứ 15. Từ "đấu tay đôi"("duel") xuất phát từ tiếng Latin là "duellum" cùng nguồn gốc với từ "bellum", nghĩa là "Chiến tranh"("war").

### Những năm đầu thời kì Phục Hưng
Trong suốt những năm đầu thời kì Phục Hưng, đấu tay đôi được coi là biểu tượng của một quý ông được tôn trọng, và là một phương pháp được chấp nhận để giải quyết những bất hòa. 

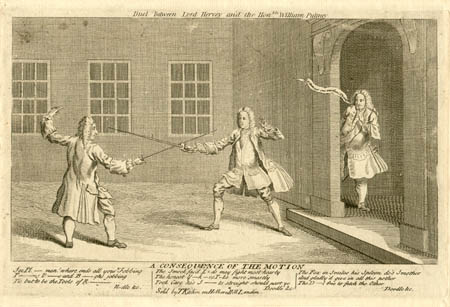
Duelling vẫn rất phổ biến trong xã hội châu Âu, mặc dù các nỗ lực nghiêm cấm nó.

Theo Ariel Roth, trong suốt thời kì vua Henry IV, trên 4000 quý tộc Pháp bị chết vì đấu tay đôi trong "khoảng 18 năm" khi trong 20 năm thời vua Louis XIII khoảng 8000 phạm nhân được ân xá vì "tội giết người có liên quan đến các cuộc đấu tay đôi". Roth cũng chú thích thêm rằng hàng ngàn người đàn ông tại miền Nam Hoa Kỳ "chết để bảo vệ những gì họ cho là danh dự của mình."
Trong lần xuất bản đầu tiên của tác phẩm "code duello" hay "code of dueling", xuất hiện trong thời đại Phục Hưng Ý, những luật chính thức đầu tiên được áp dụng trong toàn quốc hoàn toàn dựa vào luật của Pháp, những luật này áp dụng suốt thời kì Phục Hưng. Vào năm 1777, những luật về đấu tay đôi được soạn thảo cho những cuộc đấu tay đôi thông thường. Những luật này được soạn thảo tại những tòa án mùa hè ở thị trấn Clonmel, County Tipperary, Ireland. Những phiên bản của luật, được biết như "26 điều răn", luôn được để trong hộp súng của những người đàn ông để tham khảo nếu một tranh chấp phát sinh liên quan đến các thủ tục.
Trong suốt những năm đầu của thời kì hiện đại, cũng có rất nhiều những nhà lập pháp bên ngoài nhà thờ cố gắng hạn chế việc đấu tay đôi. Hoàng hậu Elizabeth I chính thức lên án và cấm đấu tay đôi trong năm 1571, ngay sau khi những cuộc đấu tay đôi được truyền đến nước Anh.
Tuy nhiên, truyền thống đấu tay đôi đã phát triển quá mạnh trong nền văn hóa Châu Âu như một đặc quyền của giới quý tộc, và những nỗ lực ngăn cấm nó hoàn toàn thất bại. Ví dụ, vua Louis XIII của Pháp loại bỏ đấu tay đôi trong hệ thống Luật pháp trong năm 1626. Sự ngăn cấm này có hiệu lực mãi về sau, và người kế nhiệm của ông, vua Louis XIV, tăng cường các nỗ lực để loại bỏ hoàn toàn các cuộc đấu tay đôi. Mặc cho những nỗ lực này, các cuộc đấu tay đôi tiếp tục không suy giảm và ước tính từ năm 1685 đến năm 1716, các sĩ quan Pháp xuất hiện trong 10000 cuộc đấu tay đôi, dẫn đến cái chết của hơn 400 người.

### Sự đối lập trong thời kì Khai sáng
Cuối thế kỉ 18, Những giá trị của thời kì Khai sáng bắt đầu ảnh hưởng lên xã hội với những tư tưởng mới mẻ của chính nó về sự lịch thiệp, thái độ công dân và những thái độ mới đối với bạo lực. Nghệ thuật cao cấp của sự lịch thiệp yêu cầu mọi người không nên biểu hiện ra ngoài sự tức giận hay bạo lực, và khái niệm của danh dự phụ thuộc nhiều vào cách nghĩ của từng cá nhân hơn.
Trước năm 1770, việc luyện tập đấu tay đôi ngày càng bị công kích bởi các lực lượng của xã hội Khai sáng, truyền thống bạo lực bắt nguồn từ thời Trung Cổ không còn phù hợp với thời hiện đại. Khi nước Anh bắt đầu công nghiệp hóa và phát triển hơn từ những hợp đồng công nghiệp và sự hiệu quả của lực lượng cảnh sát, văn hóa bạo lực đường phố bắt đầu suy giảm như một quy luật tất yếu. Giai cấp trung lưu phát triển duy trì danh dự của họ bằng cách đòi một số tiền phạt khi bị sỉ nhục, hay là với sự phát triển nhanh của các phương tiện truyền thông vào đầu thế kỉ 19, cách mà họ có thể bảo vệ danh dự của họ và giải quyết những mâu thuẫn thông qua những cuộc "bút chiến" trên báo chí.
Những xu hướng trí tuệ mới có nhiều ảnh hưởng trong thế kỉ 19 ủng hộ các phong trào chống đấu tay đôi; Nhà triết học theo Chủ nghĩa thực tế Jeremy Bentham nhấn mạnh rằng những hành động đáng tôn trọng là những hành động tối đa hóa sự bình an và hạnh phúc của con người chứ không phải bất kì hành động liều lĩnh nào khác, và những khái niệm quan trọng của Tin Lành về "Đạo đức Kito giáo" bắt đầu thúc đẩy một cách tích cực các hoạt động xã hội. Mọi các nhân trong hội thánh Clapham và những người trong tầng lớp xã hội tương tự, những người đã thành công trong việc bãi bỏ chế độ nô lệ, lên án đấu tay đôi như một hành động bào lực phản lại Chúa trời và là một nền văn hóa ích kỉ của danh dự.

### Lịch sử hiện đại

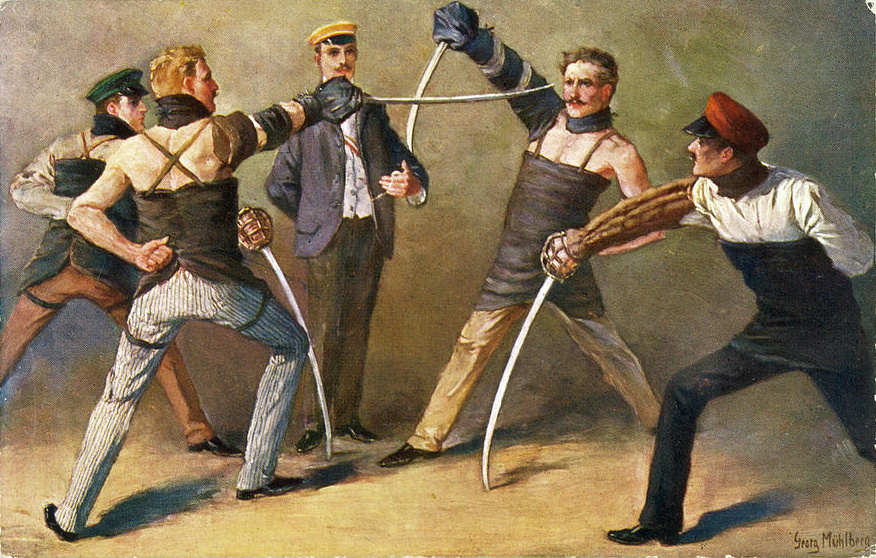
Sinh viên đức tại Burschenschaft chiến đấu trong một trận đấu tay đôi, khoảng năm 1900, vẽ bởi George Mühlberg (1863-1925)

Đấu tay đôi trở nên phổ biến tại Mỹ - Nguyên Bộ trưởng ngân khố Mỹ Alexander Hamilton bị chết trong một trận đấu tay đôi với Phó tổng thống Aaron Burr trong năm 1804. Giữa năm 1798 và Nội chiến, lực lượng hải quân Mỹ mất hai phần ba số sĩ quan trong các cuộc đấu tay đôi khi các trận đấu này diễn ra trên biển, trong đó có anh hùng hải quân Stephen Decatur. Nhiều người trong số những người bị thương và bị chết là những chuẩn úy Hải quân ("midshipmen") và các cán bộ cơ sở. Bất chấp tin tức lan rộng về những cái chết, đấu tay đôi tiếp tục tồn tại vì "tinh thần hiệp sĩ thời hiện đại", đặc biệt tại miền Nam, và vì sợ sự nhạo báng nếu từ chối nhận lời thách đấu.
Khoảng năm 1770, các cuộc đấu tay đôi đã trải qua nhiều thay đổi quan trọng tại Anh. Đầu tiên, không như những nước láng giềng tại châu Âu, những người tham gia đấu tay đôi tại Anh bắt đầu sử dụng súng ngắn trong các trận đấu, và các trận đấu với kiếm bị giảm dần. Những khẩu súng đặc biệt được chế tạo một cách tỉ mỉ cho những người đàn ông quyền lực sử dụng trong các trận đấu tay đôi. Ngoài ra, các nhà quyền lực trung gian được gọi là "những người bạn"("friends") được chọn từ các bên, cảm thấy mình bị đối xử bất công, để dàn xếp các tranh chấp về danh dự. Những người "bạn" sẽ đứng ra giải quyết các tranh chấp bằng cách đưa ra các điều khoản mà cả hai bên có thể chấp nhận được, và nếu thất bại, họ sẽ đứng ra tổ chức và kiểm tra tính công bằng của một trận đấu tay đôi.
Tại Anh, giết người trong một trận đấu tay đôi được xem là phạm tội giết người, nhưng thường Tòa án sẽ xử phạt rất nhẹ, vì họ có nhiều cảm tình với truyền thống danh dự của người Anh. Thái độ lưỡng lự này tiếp tục kéo dài vào thời nữ hoàng Victoria thậm chí nhấn mạnh hy vọng rằng Lord Cardigan, bị truy tố vì đả thương một người khác trong trận đấu tay đôi, "sẽ thoát tội dễ dàng". Nhà thờ Anh giáo luôn phản đối các trận đấu tay đôi, và các giáo phái khác cũng bắt đầu các chiến dịch chống lại nó.
Đến năm 1840, đấu tay đôi đã suy giảm một cách bất ngờ; khi Bá tước Cardigan 7 được tuyên bố vô tội về mặt pháp lý với tội danh giết người trong một vụ đấu tay đôi với một sĩ quan cũ của mình. Sự phẫn nộ lan khắp các phương tiện truyền thông. Báo The Times cáo buộc rằng có một sự bao che cấp độ cao để tạo ra một khe hở lớn trong việc thực thi pháp luật và tuyên bố trước công chúng "Ở Anh có Luật riêng cho người giàu và người nghèo" và báo The Examiner mô tả bản án như "Một sự thất bại của công lý".
Trận đấu tay đôi chết người cuối cùng giữa những người Anh tại Anh diễn ra vào năm 1845, khi James Alexander Seton có một cuộc tranh cãi với Henry Hawkey liên quan đến chuyện tình cảm của vợ ông, dẫn đến một cuộc đấu tay đôi tại Southsea. Tuy nhiên, trận đấu tay đôi cuối cùng tại Anh lại là giữa 2 người Pháp tị nạn sang Anh vì lý do chính trị. Frederic Cournet và Emmanuel Barthélemy diễn ra gần Englefield Green trong năm 1852. Frederic Cournet là người tử nạn. Trong cả hai trường hợp, những người chiến thắng trong trận đấu tay đôi, Hawkey  và Barthélemy, Nhưng Hawkey được tuyên trắng án và Barthélemy chỉ bị tuyên bố tội ngộ sát; Ông chịu án 7 tháng tù giam. Tuy nhiên, trong năm 1855, Barthélemy bị treo cổ sau khi bắn và giết chết ông chủ của mình và một người khác.

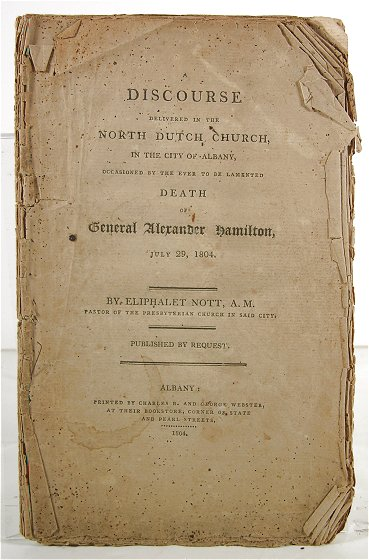
Một bài thuyết giảng chống đấu tay đôi được viết bởi một người quen của Alexander Hamilton.

Các trận đấu tay đôi bắt đầu bị lên án tại Mỹ vào cuối thế kỉ 18. Benjamin Franklin lên án đấu tay đôi là hình thức bạo lực vô ích, và George Washington khuyến khích các sĩ quan của ông từ chối các lời thách thức đấu tay đôi trong suốt thời kì Cách mạng Mỹ vì ông tin rằng cái chết của các sĩ quan trong các trận đấu tay đôi sẽ làm tiêu tan mọi sự cố gắng để giành chiến thắng trong cuộc chiến tranh. Tuy nhiên, các trận đấu tay đôi vẫn thường xuất hiện trong nửa đầu thế kỉ 19 đặc biệt tại miền Nam và vùng thiếu luật pháp bảo hộ tại biên giới phía Tây. Các trận đấu tay đôi bắt đầu giảm dần và mất hẳn với hậu quả của cuộc Nội chiến Mỹ. Thậm chí tại miền Nam, mọi người dần hướng tới việc tập luyện nó hơn là đổ máu vì nó.

#### Những trận đấu tay đôi đáng chú ý trong thế kỉ 19

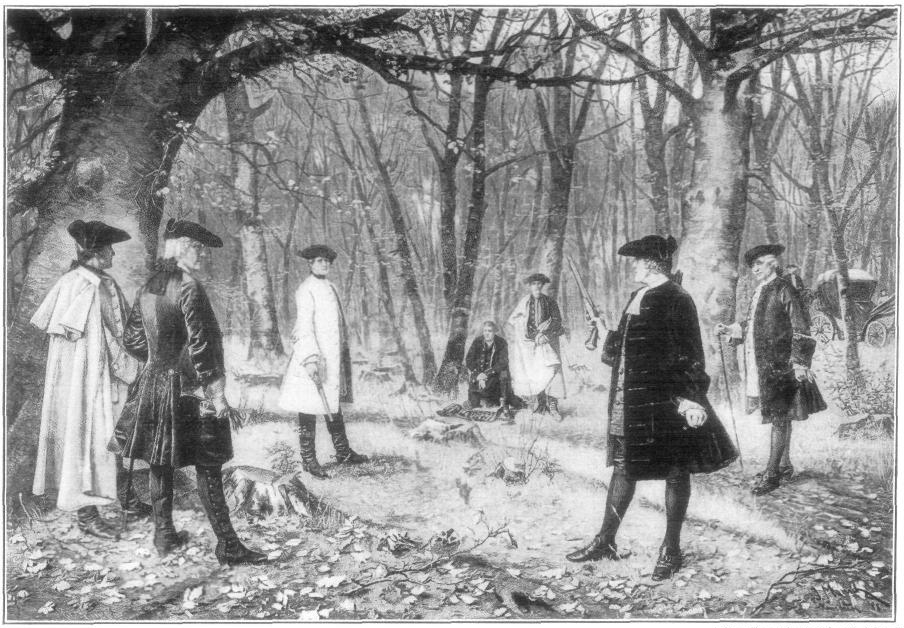
Một bức tranh minh họa (1902) minh họa đang ở Alexander Hamilton tử chiến với Phó Tổng thống Aaron Burr, tháng bảy, 1804

Trận đấu tay đôi nổi bật nhất tại Mỹ là trận đấu giữa Burr và Hamilton. Trong trận đấu đó, Ủy viên liên bang và nguyên thư ký của kho bạc nổi tiếng lúc bấy giờ Alexander Hamilton bị tử thương bởi đối thủ chính trị của ông, Phó tổng thống Mỹ Aaron Burr. Trận đấu tay đôi này đã được tái hiện trong bài ca viết về ông có nhan đề "The World Was Wide Enough".
Một nhà chính trị khác, Andrew Jackson, sau này phục vụ như một Đại tướng trong Lục quân Hoa Kỳ, và trở thành Tổng thống thứ bảy, từng chiến đấu trong 2 trận đấu tay đôi, mặc dù có một số lời đồn đại nói rằng số lần ông đấu nhiều hơn như vậy. Vào ngày 30 tháng 5 năm 1806, Jackson giết chết một đấu thủ khác cũng khá nổi tiếng là Charles Dickinson trong một trận đấu tay đôi, bản thân ông chịu một vết thương ở ngực và vết thương này gây cho ông nhiều đau đớn cho đến hết đời. Jackson cũng từng tuyên bố tham gia một trận đấu không đổ máu với một luật sư và trong năm 1803 suýt có một trận đấu tay đôi giữa ông và John Sevier. Ông cũng từng ẩu đả (không phải đấu tay đôi) với Thomas Hart Benton trong năm 1813 tại biên giới.
Vào ngày 22 tháng 9 năm 1842 Tổng thống Hoa Kỳ Abraham Lincoln, lúc này là một nhà lập pháp tại bang Illinois, thách thức một trận đấu tay đôi với nhà kiểm toán quốc gia James Shields, nhưng một bên thứ hai đã đứng ra dàn xếp và thuyết phục họ dừng lại.
Vào ngày 30 Tháng năm, 1832, nhà toán học Pháp Évariste Galois bị một vết thương chí mạng trong một trận đấu tay đôi ở tuổi 20, một ngày sau khi ông viết xong chuyên đề toán học của mình.
Nhà lãnh đạo người Ailen Daniel O'Connell giết John D'Esterre trong một trận đấu tay đôi vào tháng 2 năm 1815. O'Connell đã đề nghị trợ cấp cho vợ của John D'Esterre một số tiền bằng với mức lương của D'Esterre vào lúc đó, nhưng tập đoàn Dublin, nơi John D'Esterre là thành viên, từ chối đề nghị của O'Connell và tự cấp số tiền đó cho vợ của John D'Esterre.. Tuy nhiên, vợ của D'Esterre đề nghị O'Connell cấp số tiền đó cho con gái của mình và O'Connell đã cung cấp số tiền trong suốt hơn 30 năm cho đến khi ông chết. Kí ức về trận đấu tay đôi đã ám ảnh O'Connell trong suốt quãng đời còn lại.
Trong năm 1808, hai người đàn ông Pháp đã chiến đấu trong những khinh khí cầu bay qua khắp Paris, mỗi người cố gắng bắn và đâm khinh khí cầu của người còn lại. Một người được cho rằng đã bị bắn hạ và chết sau đó.
Trong năm 1843, hai người Pháp khác được nói là đã chiến đấu trong một trận đấu tay đôi bằng cách ném những quả banh bi-da vào nhau.
Nhà thơ nga Alexander Pushkin đã mô tả mang tính chất tiên tri về một số trận đấu tay đôi trong các tác phẩm của ông, nổi tiếng nhất là trận đấu tay đôi của Onegin với Lensky trong tác phẩm Eugene Onegin. Nhà thơ đã bị một vết thương chí mạng trong một trận đấu tay đôi còn nhiều tranh cãi với Georges-Charles de Heeckeren d'Anthès, một sĩ quan Pháp được cho là người tình của vợ ông. D'Anthès bị buộc tội là đã gian lận trong trận đấu tay đôi này và kết hôn với chị dâu của Pushkin và sau này tiếp tục trở thành Bộ trưởng và thượng nghị sĩ nước Pháp.
Trong năm 1864, nhà văn Mỹ Mark Twain, sau này là người sáng lập tờ "New York Sunday Mercury", đã tránh được một cách suýt sao một trận đấu tay đôi với một nhà biên tập đối thủ trong tờ báo, chắc chắn đã có sự can thiệp của bên thứ hai, những người đã phóng đại kĩ năng sử dụng súng ngắn của Twain.
Trong những năm 1860, Otto von Bismarck được thông báo là đã thách thức Rudolf Virchow cho một trận đấu tay đôi. Virchow, người được quyền chọn vũ khí, đã chọn 2 thanh xúc xích, trong đó một thanh sẽ bị nhiễm giun tròn Trichinella. Luật đấu là: Mỗi người sẽ chọn một thanh và ăn nó. Bismarck tuyên bố từ bỏ. Tuy nhiên, câu chuyện có thể chỉ là hư cấu.

### Suy giảm vào thế kỉ 19 và 20
Trận đấu tay đôi đã hầu như dừng chuyện chiến đấu đến chết vào cuối thế kỉ 19. Trận đấu tay đôi chết người cuối cùng diễn ra tại Perth, Ontario trong năm 1833, khi Robert Lyon thách thức John Wilson trong một trận đấu súng tay đôi sau một vụ tranh cãi về những nhận xét đối với một giáo viên địa phương, người mà Wilson lấy làm vợ sau khi Lyon bị giết trong trận đấu tay đôi đó. Victoria, BC được xem như là nơi trung tâm của ít nhất 2 trận đấu tay đôi. Một trong số đó là trận đấu tay đối giữa một người Anh tên là George Sloane, và một người Mỹ, John Liverpool. Cả hai cùng đến San Francisco vào năm 1858. Trận đấu tay đôi với súng, Sloane chết vì vết thương quá nặng và Liverpool ngay lập tức trở về Mỹ. Nguyên nhân của cuộc chiến bắt đầu trên một chuyến tàu phát xuất từ một người phụ nữ trẻ, Miss Bradford, và sau đó diễn ra tại thành phố Victoria. Một trận đấu tay đôi khác diễn ra khoảng năm 1861, nhưng được chuyển đến hòn đảo Mỹ gần thành phố Victoria.
Trận đấu tay đôi chết người cuối cùng diễn ra tại Priest Hill, Anh vùng đất giữa Englefield Green và Old Windsor vào ngày 19 tháng 10 năm 1852. Trận đấu diễn ra giữa 2 người lưu vong người Pháp, Frederic Cournet và Emmanuel Barthélemy, và Frederic Cournet là người tử trận.
Khi Chiến tranh thế giới thứ nhất bùng nổ đấu tay đôi không chỉ hầu như bị ngăn cấm bởi pháp luật ở mọi nơi tại phương Tây, mà nó còn bị tất cả mọi người xem như sự sai lầm. Quân đội được thiết lập tại hầu hết các quốc gia, những nơi mà có thành kiến rất tệ đối với lệ đấu tay đôi vì các sĩ quan là những nạn nhân chính của nó. Các sĩ quan thường được huấn luyện tại các Học viện quân sự bằng kinh phí của nhà nước; khi một sĩ quan giết hay làm trọng thương một người khác thì nhà nước phải gánh chịu một sự thất thoát tài chính không cần thiết và nó gây nên những khó khăn cho các nhà lãnh đạo trong quân đội, vì vậy đấu tay đôi bị ngăn cấm trong tầng lớp các sĩ quan cấp cao.
Với sự kết thúc của đấu tay đôi, kiếm ngắn cũng mất đi vị trí quan trọng của nó trong các tủ quần áo của các quý ông, một sự kiện được mô tả như "trạm khảo cổ" bởi Ewart Oakeshott, kết luận rằng trong một khoảng thời gian dài thanh kiếm đã trở thành một đức tính hữu hình của những người đàn ông tự do, bắt đầu cách đây 3000 năm với những thanh kiếm đồng.

#### Pháp luật
Charles I ngăn cấm đấu tay đôi tại Austria-Hungary trong năm 1917. Đức (gồm nhiều quốc gia của Thánh chế La Mã) có truyền thống những bộ Luật chống lại đấu tay đôi như thời kì cuối của thời Trung Cổ, với một số lượng lớn các bộ luật đấu tay đôi (Duellmandate) bắt đầu từ thời kì chiến tranh 30 năm. Phổ cấm đấu tay đôi trong năm 1851, và luật này được thừa kế bởi "the Reichsstrafgesetzbuch" của Đế chế đức sau năm1871. giáo Hoàng Leo XIII trong một bức thư gửi đến nhà thở Roman với nhan đề "Pastoralis officii"(1891) yêu cầu các giám mục của nhà thờ này và nhà thờ Austria-Hungary đề ra những hình phạt cho những kẻ tham gia đấu tay đôi.
Tại Nazi Đức, Luật về đấu tay đôi được thắt chặt vào năm 1937.
Sau chiến tranh thế giới thứ 2, nhà cầm quyền Đức tìm mọi cách để kìm hãm các cuộc Đấu kiếm hoàng gia như những cuộc đấu tay đôi cho đến năm 1951, khi một Tòa án tại Göttingen, Đức xây dựng những Luật khác nhau giữa Đấu kiếm hoàng gia và đấu tay đôi. Trong năm 1839, sau cái chết của một Đại biểu Quốc hội, đấu tay đôi bị nghiêm cấm tại Washington DC  Một điều chỉnh nhỏ trong Luật đã được đề xuất vì đấu tay đôi.
Từ 1921 cho đến năm 1971, Uruguay là một trong số hiếm hoi những nơi còn công nhận đấu tay đôi. Trong suốt thời kì đó, một trận đấu tay đôi là hợp pháp trong trường hợp "... Một ban phán xét gồm 3 người công dân có uy tín trong khu vực, mỗi bên tranh chấp chọn một người, người phán xét thứ 3 do 2 người đã được chọn chỉ định, tuyên bố rằng có đủ cơ sở để tổ chức một trận đấu tay đôi."

#### Olympics

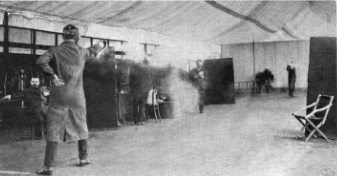
Đấu súng lục như là một sự kiện phụ tại London Olympic 1908

Cuối thế kỉ 19 và đầu thế kỉ 20, đấu tay đôi bằng súng ngắn trở nên phổ biến như một môn thể thao tại Pháp. Những người đấu tay đôi được trang bị những khẩu súng đúng tiêu chuẩn, nhưng sử dụng đạn sáp và súng không có mồi nổ; đạn chỉ được bắn bởi sức nổ của bằng mồi của hộp súng.
Những người tham gia mặc những đồ bảo hộ dày và nón bằng kim loại với kính bảo hộ mắt. Những khẩu súng được trang bị thêm lá chắn bảo hộ tay cầm súng. Đấu súng trở thành một màn biểu diễn thêm (không có huân chương) tại mùa Hè năm 1908 thế Vận hội ở London.

#### Những nhân chứng cuối cùng
Văn hóa đấu tay đôi vẫn còn tồn tại Pháp, Ý và châu Mỹ Latinh vào thế kỷ 20. Sau khi Thế Chiến II, đấu tay đôi thậm chí trở nên hiếm tại Pháp và nó xuất hiện trên báo chí như một điều gì đó kì dị. Đấu tay đôi tại Pháp thời kì này, tuy vẫn diễn ra một cách nghiêm túc như một vấn đề của danh dự nhưng không chiến đấu đến chết. Họ dùng kiếm và hầu như đứng ở một khoảng cách nhất định với mục đích chém bị thương tay đối thủ. Trong năm 1949, nguyên sĩ quan Jean-Louis Tixier-Vignancour đấu tay đôi với một giáo viên trung học Roger Nordmann.
Trận đấu tay đôi cuối cùng được biết tới diễn ra tại Pháp vào năm 1967, khi Gaston Defferre xúc phạm René Ribière tại cuộc họp Quốc hội Pháp và ngay sau đó thách thức một trận đấu tay đôi với kiếm. René Ribière thua trong trận đấu tay đôi đó, với 2 vết thương trên cơ thể.
Tại Uruguay, một trận đấu súng vào năm 1971 giữa Danilo Sena và Enrique Erro, Trận đấu kết thúc mà không có ai bị thương.

## Những nguyên tắc

### Hành vi xúc phạm và sự hài lòng
Tình huống căn bản dẫn tới một trận đấu tay đôi là khi có một sự xúc phạm danh dự. Dù là thật hay tưởng tượng, một bên sẽ tìm mọi cách để thỏa mãn cơn tức giận đến từ phía người xúc phạm. Như vậy, một người sẽ biểu lộ sự đáp trả này với một cử chỉ xúc phạm rõ ràng, như là quăng đôi găng tay trước mặt mình. Những thách thức được mô tả trong các cuốn sách hay trong bộ phim luôn được đáp trả bằng cách quăng đôi găng tay hoặc tát vào mặt đối thủ. Trong thực tế, điều này rất ít khi xảy ra.
Thông thường sự thách thức được chuyển tới bằng cách viết thư từ một hay nhiều người bạn chí cốt có vai trò "trung gian". Sự thách thức, viết trong ngôn ngữ chuẩn, nêu lên những bất bình có thật hay là tưởng tượng và yêu cầu một sự giải thích thỏa đáng. Bên bị thách thức sau đó có quyền lựa chọn chấp nhận hay từ chối lời thách thức đó. Những lý do cơ bản cho việc từ chối lời thách thức có thể là nó thật sự vô ích hay những người thách thức không được xem như một "quý ông" vì đấu tay đôi chỉ dành cho những tầng lớp ngang bằng nhau trong xã hội. Lời từ chối cần phải được xem xét một cách kỹ lưỡng trước khi chuyển đi, tuy nhiên, trước khi từ chối lời thách thức, vì nó có thể bị chê cười như một sự hèn nhát hay được xem như một sự xúc phạm đối với bên "trung gian" của người thách thức nếu nó ngụ ý rằng bên "trung gian" đang làm việc cho một tầng lớp hạ đẳng.
Một khi lời thách thức được chấp nhận, nếu như chưa có việc gì xảy ra, cả hai bên được xem như những "đối thủ" của nhau, sẽ cử những người mà mình tin tưởng được xem như "bên trung gian" đứng ra chỉ để trao đổi về những điều cần thực hiện cho đến khi mâu thuẫn được giải quyết. Bên "trung gian" có một số trách nhiệm quan trọng, trong đó quan trọng nhất là cố gắng hết sức của họ để ngăn chặn đổ máu và đảm bảo các nguyên tắc danh dự được đặt ra không bị vi phạm. Điều này có thể gồm việc khuyến khích trao đổi thư từ để tìm ra một phương án hành động khả thi vừa công bằng vừa giảm thiệt hại cho cả hai bên, ví dụ như một lời xin lỗi chính thức cho hành động xúc phạm bị nêu ra.
Trong trường hợp "bên trung gian" thất bại trong việc thuyết phục các "đối thủ" của họ tránh một cuộc chiến mà họ đồng ý các điều khoản như một trận đấu tay đôi, thì trận đấu tay đôi này sẽ được tìm cách để giới hạn việc thương vong đồng thời đảm bảo các quy tắc phù hợp cho việc giải quyết vấn đề mang tính danh dự. Những Luật và quy tắc ứng xử chung thì rất đa dạng, thay đổi tùy theo thời gian và địa điểm nhưng hầu như tất cả đều tuân theo "Bộ quy tắc đấu tay đôi". Trong hầu hết các trường hợp bên bị thách thức được quyền chọn vũ khí, thường là kiếm tại các nước châu Âu và súng ngắn tại Mỹ và Anh.
Công việc của "bên trung gian" là sắp xếp tất cả mọi thứ, bao gồm thời gian của trận đấu tay đôi và điều kiện để một bên chiến thắng. Thông thường, những trận đấu tay đôi với kiếm chiến đấu cho tới khi một bên bị thương, nhưng giới hạn một cách tối đa những vết thương chí mạng có thể dẫn tới cái chết vì chỉ cần một vết rách trên người đối thủ là đủ để được xem như đã lấy lại được danh dự. Trong những trận đấu tay đôi với súng, Số lần bắn và khoảng cách giữa hai đối thủ được quy định rõ ràng. "Bên trung gian" cần đảm bảo khoảng đất được chọn không có bất kì lợi thế nào cho một trong hai bên. Một bác sĩ hay một phẫu thuật viên luôn sẵn sàng có mặt để cứu chữa người bị thương. Một số chi tiết nhỏ khác cũng được "bên trung gian" sắp xếp, và có thể hơi khó hiểu trong thời đại ngày nay, như là những quy tắc về đồng phục (đấu tay đôi luôn là những việc đòi hỏi sự chuẩn mực), số lượng và tên của những người đến xem và liệu có cần phải phục vụ nước uống không.

### Nơi để bảo vệ danh dự
Những tiêu chí chính để chọn một nơi bảo vệ danh dự là sự tách biệt, để tránh sự phát hiện và can thiệp của nhà chức trách; và cần có sự mập mờ về pháp luật, để tránh sự rắc rối liên quan đến pháp luật về sau. Những hòn đảo mà có những con sông chia đôi một vùng đất có pháp luật khác nhau thường là địa điểm cho những cuộc đấu tay đôi. Khu vực với những vách đá cao tại Weehawken gần sông Hudson nơi mà trận đấu tay đôi giữa Hamilton và Burr diễn ra là một địa điểm phổ biến cho những người đấu tay đôi tại New York vì có một sự lỏng lẻo trong hệ thống pháp Luật tại đây, cụ thể chính quyền không biết nên áp dụng Luật của vùng New York hay New Jersey tại khu vực này. Các trận đấu tay đôi thường diễn ra khi bình minh bắt đầu, khi mà ánh sáng rất yếu nên các đối thủ không thể nhìn rõ mặt nhau, và cũng là để tạo thêm một cơ hội cho cả hai bên có cơ hội rút lại quyết định của mình hoặc để cả hai chuẩn bị mọi việc.
Một vài lần trước giữa thế kỉ thứ 18, những người đấu tay đôi sử dụng kiếm lúc bình minh thường mang theo đèn lồng để nhìn rõ nhau. Điều này diễn ra thường xuyên đến mức các bài học về đấu kiếm luôn kèm theo những bài học về đèn lồng trong chương trình của nó. Một ví dụ về điều này là việc hướng dẫn sử dụng đèn lồng để gạt các đòn đánh hoặc làm giảm tầm nhìn đối thủ. Một bài học chứng tỏ cho ví dụ này là các đấu sĩ cầm đèn lồng trong tay trái cố định phía sau lưng, điều này cho đến nay vẫn là một tư thế truyền thống trong môn đấu kiếm hiện đại.

### Các điều kiện
Theo lựa chọn của bên bị xúc phạm, đấu tay đôi có thể được chiến đấu theo một số trường hợp sau đây:
- Bên đổ máu trước, trong trường hợp này trận đấu sẽ dừng lại ngay lập tức khi có người bị thương, dù cho vết thương là rất nhỏ.
- Đánh cho đến khi một người bị thương nặng và không còn khả năng chiến đấu tiếp tục.
- Đánh đến chết (hay "à l'outrance"), trong trường hợp này cả hai bên sẽ không dừng tay cho đến khi có một bên tử thương.
- Trong trường hợp Đấu súng ngắn, mỗi bên sẽ bắn một phát. Nếu không bên nào bị bắn trúng và nếu người thách thức tuyên bố mình đã hài lòng với kết quả, trận đấu tay đôi sẽ được tuyên bố là kết thúc. Nếu người thách thức chưa cảm thấy hài lòng, trận đấu sẽ tiếp tục cho đến khi có một bên bị thương hoặc chết, nhưng nếu có nhiều hơn ba lượt bắn thì trận đấu được xem như quá dã man và, hiếm có trường hợp nào không có phát nào bắn trúng, một điều khá khó tin. [cần dẫn nguồn]

Các điều kiện sau, một bên hay cả hai bên có thể cố tình bỏ qua khi kí các điều kiện về cuộc đấu tay đôi để không đánh mất tính mạng hay danh dự. Tuy nhiên, làm như vậy, có thể được cho là một hành động "delope" (tiếng Pháp), một bên sẽ không bắn trả trong lượt đầu tiên, ngụ ý rằng đối phương không đáng bị bắn. Hành động này thường xảy ra mặc dù bị ngăn cấm một cách quyết liệt theo như "Bộ Luật đấu tay đôi"("the Code Duello") vào năm 1777. Điều Luật thứ 12 tuyên bố: "Không bắn trả là phạm luật dù trong bất kì hoàn cảnh nào... những trò trẻ con là không có danh dự cho một hay cả hai bên, và vì vậy bị cấm."
Những cuộc đấu tay đôi là rất đa dạng, tuy nhiên, nhưng nếu người thách thức không phải là người thuộc tầng lớp cao cấp trong xã hội, như là một nam tước hay một hoàng tử thách thức một hiệp sĩ, thì người bị thách thức sẽ được phép quyết định thời gian và vũ khí được sử dụng trong trận đấu tay đôi. Bên bị xúc phạm có thể dừng trận đấu tay đôi bất kì lúc nào nếu họ cảm thấy rằng danh dự của mình đã được phục hồi. Trong một vài trận đấu tay đôi, "bên trung gian" sẽ quyết định bên thắng nếu như một cuộc bỏ phiếu không quyết định được ai là người thắng cuộc. Điều này thường xảy ra trong các cuộc đấu kiếm, khi mà kĩ năng của một người thường bị giới hạn. Bên trung gian cũng đóng vai trò là nhân chứng.
Một người cũng có thể từ chối một trận đấu tay đôi trong trường hợp có sự cách biệt quá lớn về tuổi tác giữa 2 bên và, một trường hợp hiếm hơn, bên thách thức có địa vị quá thấp kém. Sự thấp kém này cần phải rất rõ ràng, tuy nhiên, như Bertram Wyatt-Brown đã từng nói "Sự cách biệt về địa vị xã hội thường rất khó để kiểm chứng", hầu như tất cả người đàn ông không thể vịn vào lý do này để né tránh một trận đấu tay đôi nếu không muốn bị xem như một kẻ hèn nhát.

### Đấu tay đôi với súng

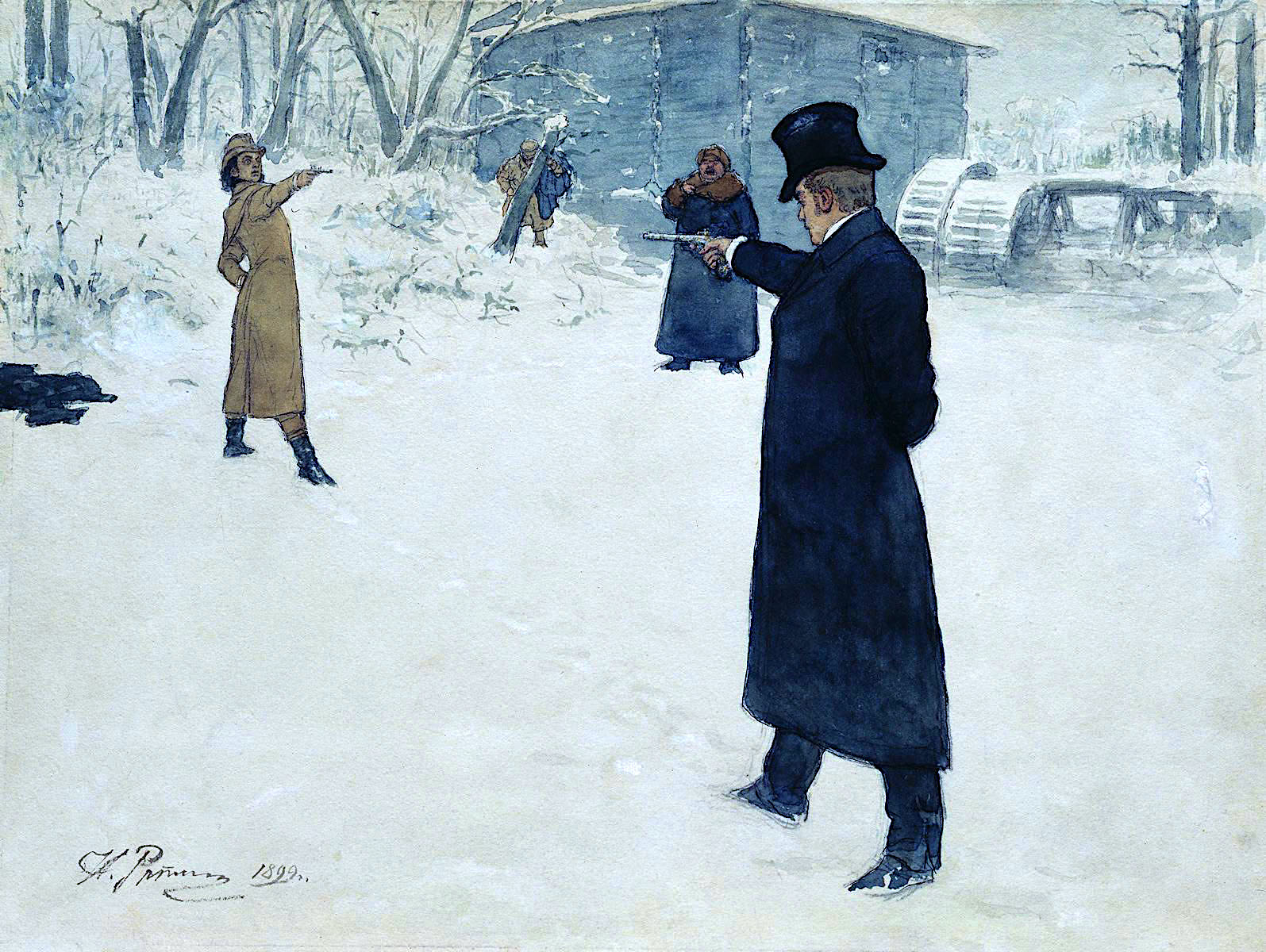
Trận đấu tay đôi hư cấu giữa Eugene Onegin và Vladimir Lensky. Tranh nước của Ilya Ghim (1899)

Đối với một trận đấu tay đôi với súng, cả hai thường bắt đầu bằng cách đứng vào vị trí đã đồng thuận từ trước, vị trí này được bên trung gian đo đạc và đánh dấu sẵn, đối với một trận đấu với kiếm thì 2 đấu thủ sẽ phải đứng trong một khu vực (gọi là các "điểm"). Vào lúc có dấu hiệu, thường là việc thả một chiếc khăn tay, hai người sẽ tiến lại và bắn bất cứ lúc nào. Quy tắc này giúp giảm thiểu việc gian lận, vì cả hai bên được tin rằng đấu thủ của mình sẽ không bắn sớm hơn. Một quy tắc khác cho phép bắn lần lượt, bắt đầu với việc người bị thách thức được bắn trước.
Nhiều trận đấu tay đôi trong lịch sử bị ngăn cản bởi sự khó khăn trong việc sắp xếp "methodus pugnandi". Ví dụ trong trường hợp của Tiến sĩ Richard Brocklesby, số lượng bước chân trong trận đấu không được cả hai bên thỏa thuận, và trong trận đấu tay đôi giữa Mark Akenside và Ballow, một người cương quyết không đấu vào buổi sáng, người còn lại cương quyết không đấu vào buổi chiều. John Wilkes, "người không bao giờ tranh cãi về những vấn đề hình thức trong những sự kiện nhỏ bé này", khi được hỏi bởi Lord Talbot về số lần mà cả hai được bắn trong trận đấu tay đôi, trả lời, "tùy thuộc vào mong muốn của Ngài; Tôi đã mang theo một túi đạn và một bình thuốc súng."

## Truyền thống phương tây

### Anh và Ireland
Những trận đấu tay đôi suy yếu và kết thúc vào khoảng thế kỉ 16 trước công nguyên với sự du nhập tinh thần danh dự của người Ý và dòng văn học đề cao sự lịch thiệp – nổi bật nhất là tác phẩm "Libro del Cortegiano" của Baldassare Castiglione(Cuốn sách của những người lịch thiệp) xuất bản năm 1528, và "II Duello" của Girolamo Muzio, xuất bản năm 1550. Những cuốn sách này đề cao nhu cầu bảo vệ danh dự và địa vị xã hội của một người, và quy định những trường hợp mà bên bị xúc phạm danh dự nên giải quyết bằng Pháp luật một lời thách thức. Từ "đấu tay đôi"("duel") được giới thiệu vào những năm 1590, mô phỏng theo từ Latin "duellum"(Một từ Latin cổ nguyên gốc từ tiếng "bellum" nghĩa là chiến tranh, nhưng liên hệ với một từ phổ biến hơn là "duo" nghĩa là "hai người", tức là "một trận đấu giữa 2 người").
Những tác phẩm trong nước nhanh chóng được sáng tác như tác phẩm "The Courte of Ciuill Courtesie" của Simon Robson, xuất bản năm 1577. đấu tay đôi nhanh chóng được truyền bá bởi những bậc Thầy về Đấu kiếm như Rocco Bonetti và Vincento Saviolo. Vào thời đại của vua James I đấu tay đôi được quy định nghiêm ngặt là chỉ được áp dụng cho những quân nhân – một trong những trận đấu tay đôi nổi tiếng nhất là trận đấu giữa Edward Bruce và Edward Sackville trong năm 1613, trong trận đấu này Bruce bị chết. Vua Jame I ủng hộ Francis Bacon như Luật sư-Tướng để truy tố những người có "ý định" muốn đấu tay đôi tại Court of Star Chamber, điều này đã dẫn tới việc hơn 200 người bị buộc tội giữa năm 1603 và 1625. Ông cũng ra một sắc lệnh chống lại đấu tay đôi trong năm 1614 và được cho rằng ủng hộ phong trào chống đấu tay đôi theo như nghiên cứu của học giả Henry Howard, 1st Earl of Northampton. Tuy nhiên, đấu tay đôi vẫn tiếp tục lan rộng bất chấp tòa án, đặc biệt là trong quân đội. Vào giữa thế kỉ 17, hoạt động của những nghị sĩ với những "bài báo về chiến tranh" của họ được tuyên bố dẫn tới cái chết cho những người có ý định đấu tay đôi. Tuy nhiên, đấu tay đôi vẫn tồn tại và gia tăng một cách đáng kể trong thời kì "Phục hồi chế độ quân chủ tại Anh". Những khó khan của những nhà lãnh đạo chiến dịch chống đấu tay đôi là mặc dù các nhà vua đều đồng loạt lên án đấu tay đôi nhưng họ rất e ngại nếu những người tâm phúc của họ bị trừng phạt. Trong năm 1712, cả Duke of Hamilton và Charles 4th Baron Mohun bị giết trong một cuộc đấu tay đôi bắt nguồn từ sự ganh đua về chính trị và xung đột về vấn đề thừa kế.
Vào những năm 1780, giá trị của đấu tay đôi đã lan rộng trong mọi tầng lớp và trở thành một hiện tượng đáng báo động trong các "quý ông". Các nghiên cứu cho thấy một số lượng lớn các sĩ quan quân đội là những người đấu tay đôi, tiếp đó là con cái của những gia đình quyền lực tại thành thị(xem "Banks, A Polite Exchange of Bullets"). đấu tay đôi cũng thường xảy ra giữa các bác sĩ và, cụ thể, trong nghề Luật sư. Thống kê số lượng các trận đấu tay đôi tại Anh là rất khó khăn, nhưng có khoảng 1000 trận đấu đã được chứng thực từ năm 1785 và 1845 với tỷ lệ chết người ít nhất là 15% và có thể cao hơn. Trận đấu tay đôi cuối cùng tại Anh diễn ra vào năm 1852 giữa 2 cư dân Pháp lưu vong vì lý do chính trị.

Trong năm 1777, Tại những tòa án thường kì mùa hè tại thị trấn Clonmel, County Tipperary, bộ quy tắc đấu tay đôi được xây dựng cho những cuộc đấu tay đôi. Bộ luật này cũng được các đại biểu từ Tipperary, Galway, Mayo, Sligo và Roscommon thông qua, và được dự kiến là áp dụng rộng rãi tại Ireland. Một phiên bản sửa đổi được biết như là "The Irish Code of Honor", chứa 25 quy tắc, được ứng dụng trong một vài tiểu bang của Mỹ. Quy tắc đầu tiên của nó là:

Quy tắc 1: Hành vi xúc phạm trước cần phải lời xin lỗi, mặc dù sự đáp trả có thể là xúc phạm còn nhiều hơn lời xúc phạm ban đầu.
Ví dụ: A nói B rằng "anh là đồ hỗn láo"; B đáp trả "Còn anh là đồ láo xược"; Tuy nhiên, A buộc phải đưa ra lời xin lỗi trước, vì anh ta đã xúc phạm B trước, và vì vậy,(sau một lượt chỉ trích), B có thể nhận lỗi để giải thích cho sự đáp trả quá đáng của mình.

Chính trị gia thế kỉ 19 Daniel O'Connell tham dự một trận đấu tay đôi vào năm 1815, dẫn đến cái chết của John D'Esterre. O'Connell vô cùng hối hận và từ đó luôn đeo một chiếc găng tay trắng trên tay phải khi tham dự các buổi cầu nguyện tại nhà Thờ như một dấu hiệu cho thấy sự hối hận của ông. Mặc dù còn nhiều lời thách thức khác, Ông luôn chối bỏ đã tham gia bất kì trận đấu nào khác.
Trong năm 1862, trong một bài báo nhan đề "Chết (và ra đi) Những bức ảnh Charles Dickens nhắc lại những quy tắc và thần thoại của ai-len về đấu tay đôi trong tạp chí của ông "All the Year Round".
Có 4 Thủ tướng Anh đã từng tham dự các trận đấu tay đôi, mặc dù chỉ có 2 trong số họ đang tại nhiệm khi quyết định đấu tay đôi.
- William Petty, 2nd Earl of Shelburne chiến đấu trong một trận đấu tay đôi với Colonel William Fullarton (1780)
- William Pitt the Younger đấu tay đôi với George Tierney (1798)
- George Canning chiến đấu một trận đấu tay đôi với Lord Castlereagh (1809)
- The Duke of Wellington đấu tay đôi với Lord Winchilsea (1829)

### Tại các nước Châu Âu

#### Thánh chế La Mã và Đức
Đầu thời đại hiện đại ở Đức, đấu tay đôi được biết như "Kampf" hay "Kampffechten". Truyền thống đấu tay đôi tại Đức bắt nguồn vào cuối thời kì Trung Cổ, trong các trường dạy Đấu kiếm. Vào thế kỉ 15, đấu tay đôi thường xảy ra giữa các thành viên thuộc tầng lớp quý tộc, các đối thủ thường mang những tấm giáp để bảo vệ mình. Vào cuối thế kỉ 16 và thế kỉ 17, truyền thống này được thay đổi dần bằng hình thức Đấu kiếm hiện đại, hình thức này sử dụng kiếm liễu như được sử dụng trong trường Dardi, trong khi cùng lúc đấu tay đôi lan rộng ra tầng lớp tư sản, đặc biệt là giữa các sinh viên.
Thuật ngữ "Kampf" được thay thế bởi thuật ngữ mới hiện đại Đức là "Duell" vào thời kì này, bắt nguồn từ thuật ngữ gốc Latin là "duellum" từ những năm 1600, và như Duell từ năm 1640.
Những dấu tích cuối cùng về văn hóa Đấu kiếm tay đôi được tìm thấy trong cuộc thi Đấu kiếm không gây thương tích tại các Học viện Đấu kiếm.

#### Hy Lạp
Tại những hòn đảo của xứ Ionian trong thế kỉ 19, có hình thức đấu tay đôi để chứng tỏ danh dự của người đàn ông. Những con dao là vũ khí được dùng trong những trận đấu này. Họ sẽ bắt đầu bằng việc "lời qua tiếng lại" để xúc phạm lẫn nhau tại những nơi đông người như là quán rượu, và những người đàn ông sẽ chiến đấu với mục đích là dùng dao rạch lên mặt của đối thủ chứ không cần giết chết. Ngay khi máu xuất hiện từ vết thương, đám đông sẽ can thiệp để tách 2 người đàn ông ra. Người chiến thắng sẽ nhổ vào người thất bại và nhúng khăn của mình vào vết thương của đối thủ hay lau máu còn đọng lại trên lưỡi dao của mình.
Người chiến thắng thường không giấu giếm chuyện này trước Pháp luật và sẽ nhận một hình phạt nhẹ, như là bị giam trong một thời gian ngắn hay chịu một khoản phạt nhỏ.

#### Ba Lan
Tại Ba Lan, những cuộc đấu tay đôi đã được biết đến từ thời Trung Cổ. Phương pháp đấu tay đôi vào thời kì đầu Trung Cổ được mô tả một cách chi tiết trong tác phẩm "Book of Elbing" bao gồm những Luật lệ cổ xưa của người Ba Lan(Vào thế kỉ 13-14). Sau này, Bộ Luật đấu tay đôi của người Ba Lan được xây dựng lại dựa trên Bộ Luật của Ý, Pháp và Đức. Luật đấu tay đôi của Ba Lan được biết đến nhiều nhất được xây dựng vào cuối năm 1919 của tác giả Wladyslaw Boziewicz. Trong thời gian này, đấu tay đôi đã bị ngăn cấm tại Ba Lan, nhưng tác phẩm "Polish Honorary Code" được sử dụng rất phổ biến. Hình phạt cho việc tham gia đấu tay đôi là khá nhẹ - chỉ bị một năm tù nếu có người chết hay bị thương nặng.

#### Nga

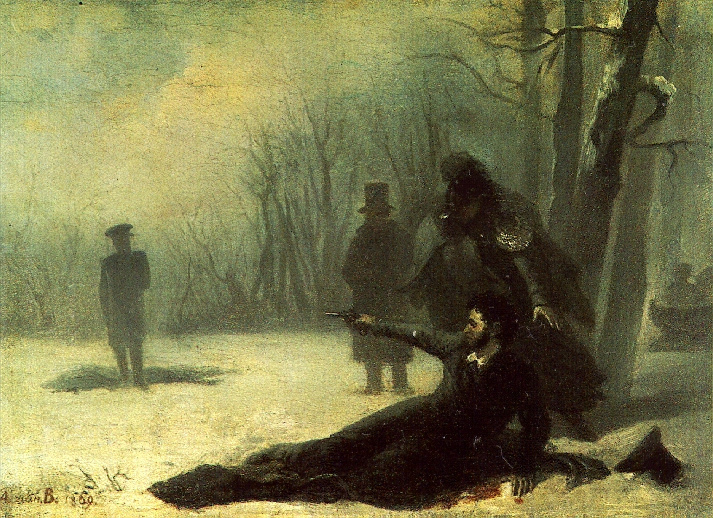
Mô tả trận đấu tay đôi bằng súng lục của Alexander Pushkin, và Georges d bấy giờ, tháng 1, 1837

Nguồn gốc của đấu tay đôi và từ "duel" được đem tới Nga vào thế kỉ thứ 17 những nhà thám hiểm. đấu tay đôi nhanh chóng trở nên phổ biến – và số lượng thương vong trong các sĩ quan quân đội là rất cao – đến nỗi mà trong năm 1715, Nga hoàng Peter đệ nhất buộc phải ngăn cấm việc gây sát thương trong các cuộc đấu tay đôi nếu không người tham gia sẽ bị treo cổ. Mặc dù bị ngăn cấm bởi Pháp luật, đấu tay đôi trở thành một truyền thống chính trong quân đội Nga với những bộ quy tắc bất thành văn – Những quy tắc vô cùng chi tiết này sau này được V. Durasov viết lại và xuất bản trong năm 1908. Những quy tắc này ngăn cấm việc đấu tay đôi giữa những người không cùng đẳng cấp. Ví dụ, một Chỉ huy kị binh không thể thách thức một sĩ quan nhưng hoàn toàn có thể thách thức một người có bằng Luật sư. Trái lại, một người có địa vị cao trong xã hội không thể hạ mình xuống để thách thức một người có đẳng cấp thấp hơn; vì vậy, những gia nhân hay thuộc hạ của họ sẽ làm thay việc này.
Đấu tay đôi cũng xuất hiện giữa những nhà văn, nhà thơ, nhà chính trị có tiếng tăm. Nhà thơ nga Alexander Pushkin đã chiến đấu 29 trận đấu tay đôi, thách thức nhiều nhân vật có tiếng tăm khác trước khi bị chết trong một trận đấu tay đôi với Georges d Trị trong năm 1837.Người kế nghiệp của ông Mikhail Lermontov bị chết 4 năm sau đó trong một trận đấu tay đôi với một sĩ quan quân đội là Nikolai Martynov. Truyền thống đấu tay đôi chết dần tại Đế chế nga từ giữa thế kỷ 19.

### Châu Mỹ

#### Châu Mỹ Latin
Đấu tay đôi rất phổ biến tại nhiều nước Nam Mỹ trong thế kỷ 20, mặc dù đây là những hành động vi phạm Pháp luật. Ở Argentina, trong suốt thể kỉ 18 và 19, đấu tay đôi thường diễn ra giữa những "gauchos"- "cao bồi" để giải quyết những tranh chấp của họ. Trận đấu tay đôi thường sử dụng vũ khí là những con dao sử dụng trong công việc hằng ngày gọi là "facones". Bước vào thế kỉ 19, khi mà những trận đấu tay đôi thường sử dụng súng, việc dùng dao trong những trận đấu "giáp lá cà" dần suy giảm. Một số "gauchos" vẫn thường xuyên mang dao theo người nhưng chủ yếu sử dụng trong công việc hằng ngày. Tuy nhiên, Dao vẫn thường xuyên được sử dụng trong việc giải quyết những vấn đề mang tính "danh dự". Trong những tình huống này, hai đấu thủ sẽ tấn công để rạch lên mặt đối thủ, trận đấu sẽ dừng lại khi một người không còn nhìn thấy vì chảy quá nhiều máu.
Tại Peru, Có nhiều số liệu cho thấy những trận đấu tay đôi diễn ra giữa các chính trị gia vào đầu thế kỉ 20. Một trong số những trận đấu đó được ghi nhận là có sự tham gia của Fernando Belaúnde Terry, người sau này trở thành Tổng thống của Peru. Trong năm 2002, Nghị sĩ Eittel Ramos thách thức phó Tổng thống David Waisman trong một trận đấu tay đôi với súng, ông cho rằng phó Tổng thống đã xúc phạm danh dự của ông. Waisman quyết định từ chối.
Uruguay hợp pháp hóa đấu tay đôi vào năm 1920 và trong năm đó José Batlle y Ordóñez, nguyên Tổng thống Uruguay, giết chết Washington Beltran, biên tập viên của tờ báo El País, trong một trận đấu tay đôi với súng. Trong năm 1990, một biên tập viên khác bị thách đấu tay đôi bởi một trợ lý cảnh sát trưởng. Mặc dù không bị ngăn cấm bởi Chính phủ, trận đấu tay đôi không diễn ra. đấu tay đôi một lần nữa bị ngăn cấm vào năm 1992.
Một thượng nghị sĩ, và cũng là Thủ tướng tương lai của Chile, Salvador Allende, bị thách thức đấu tay đôi bởi chính đồng nghiệp của ông Raúl Rettig(người sau này đứng đầu tổ chức chuyên điều tra những vi phạm về nhân quyền trong các quy tắc của Quân đội trong những năm 1973-1990 tại Chile) trong năm 1952. Cả hai đều nhất trí chỉ bắn một phát vào đối thủ. Kết quả, cả hai đều bắn trượt. Tại thời điểm đó, đấu tay đôi là phạm pháp tại Chile.
Luôn có một câu nói như sau, chỉ mang tính giả định, đấu tay đôi sẽ hợp pháp tại Paraguay nếu như cả hai bên là những "người hiến máu". Không có bằng chứng cho thấy điều này là thật, và khái niệm này hoàn toàn bị chối bỏ bởi các thành viên trong chính phủ Paraguay.

#### Các thuộc địa tại Bắc Mỹ và Hợp chủng quốc Hoa Kỳ

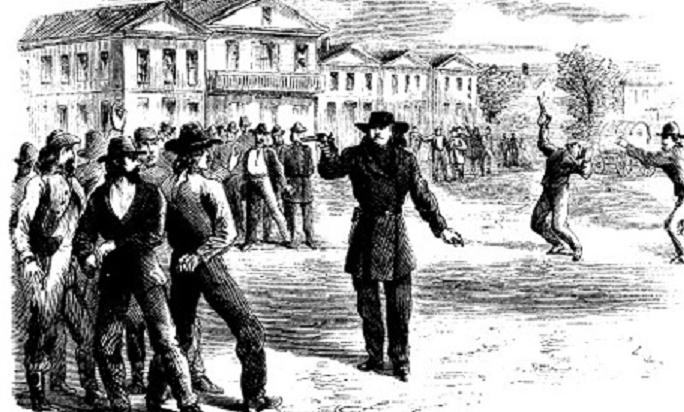
Trận đấu tay đôi của Wild Bill Hickok với Davis đã trở thành Trận đấu rút súng nhanh tiêu biểu trong lịch sử Mỹ.

Phong cách đấu tay đôi Châu Ấu thể hiện rất rõ nét tại các vùng thuộc địa tại Châu Mỹ. đấu tay đôi diễn ra vì một người phụ nữ hay vấn đề danh dự. Tại Hợp chủng quốc Hoa Kỳ, Các trận đấu tay đôi dùng để giải quyết những quan điểm đối lập trong chính trị, các mâu thuẫn, và là chủ đề bàn tán trong việc thất bại khi sửa đổi Hiến pháp Hoa Kì trong năm 1838. đấu tay đôi thường xuyên xảy ra giữa các chính trị gia trong thời gian này tại Hoa Kỳ để chấm dứt những mâu thuẫn, tiêu biểu như trận đấu tay đôi giữa Burr–Hamilton hay Jackson-Dickinson. đấu tay đôi trở nên lỗi thời tại miền Bắc từ đầu thế kỉ 19, đấu tay đôi tại Hoa Kỳ không còn phổ biến tại miền Nam và miền Tây, thậm chí sau năm 1859 cả 18 bang tại Mỹ tuyên bố đặt đấu tay đôi ngoài vòng Pháp luật. đấu tay đôi trở thành một kí ức tại Hoa Kỳ khi bước vào thế kỉ 20.

Nhà sử học Bertram Wyatt-Brown nói về đấu tay đôi tại Hoa Kỳ như sau:
Những cuộc đấu tay đôi trong độ tuổi thanh thiếu niên là không phổ biến, ít nhất là tại miền Nam California và  New Orleans... Có 3 điểm kì lạ xuất hiện trong các cuộc đấu tay đôi. Đầu tiên, mặc dù đấu tay đôi được hạn chế trong những tầng lớp cao trong xã hội nhưng nó cũng được những người bị đánh giá thấp kém như những người chăn heo sử dụng để giải quyết các mâu thuẫn của riêng mình. Thứ hai, vì sự đồng thuận về các khái niệm "danh dự" cao và thấp, đấu tay đôi không hoàn toàn là không bình đẳng về giai cấp. Nó cho phép những người có đẳng cấp thấp trở thành, nhưng không hoàn toàn, những người có địa vị cao, và cho phép những người theo sau lợi dụng những người có địa vị cao theo mục đích của họ. Thứ ba, một mong muốn về sự tôn trọng và hình ảnh trong mắt người khác, điều mà đẩy những người đàn ông đi đến những hành động mang tính danh dự này không phải lúc nào cũng khiến họ mãn nguyện nhưng nó là một cái "lý do" để giải thích cho những vấn đề cá nhân không thể giải quyết được.

Những trận đấu tay đôi đơn giản được chiến đấu để bảo vệ danh dự cá nhân ở những vùng quê tại biên giới Hoa Kỳ, cái mà chịu ảnh hưởng một phần từ "Bộ luật đấu tay đôi" được mang tới từ những người di cư phía Nam. Những trận đấu tay đôi với việc rút súng và bắn cực nhanh là một yếu tố thần thoại trong những câu chuyện về các cuộc Đấu súng từ hầu hết các câu chuyện tại miền Tây mặc dù trong thực tế, những trận đấu tay đôi thật sự xảy ra như trận đấu súng giữa Wild Bill Hickok - Davis Tutt và Luke Short – Jim Courtright. Những tay đấu súng như Jim Levy và Tom Carberry trở thành những thành phần bất hảo vì đã tham gia ít nhất 2 cuộc đấu tay đôi trong cuộc đời mình. Bên cạnh những trận đấu rút súng và bắn cực nhanh, những trận đấu tay đôi thông thường khác(như những trận đấu tại Châu Âu) cũng xảy ra tại miền Tây bởi những cao bồi kì cựu như Hugh Anderson và Burton C. Mossman. Những văn bản Luật của Tombstone và Dodge City, ngăn cản những trận đấu tay đôi này bằng cách ngăn cấm những thường dân từ việc mang theo súng bằng Pháp lệnh của địa phương.
Trong thời điểm này, bất cứ ai tuyên bố nhậm chức tại các bang này hay văn phòng Quận hay Tòa án trong vùng Kentucky buộc phải nói thêm sau lời tuyên bố rằng anh ta sẽ không tham dự, đóng vai trò là "bên trung gian" hay hỗ trợ cho một trận đấu tay đôi.

## Những truyền thống tại Châu Á

### Ấn Độ

Trận đấu tay đôi bằng chùy giữa Bhima và Duryodhana

Đấu tay đôi hay "niyuddha" xảy ra tại Ấn Độ thời cổ đại (cũng xuất hiện tại Pakistan và Bangladesh ngày nay) vì rất nhiều lý do. Nhiều người thuộc tầng lớp "Đấu sĩ"("kshatriya") cho rằng chết trên giường là một điều đáng xấu hổ và trong một độ tuổi nào đó, họ sẽ được sắp xếp cho một "yuddha-dhan", được hiểu là "Một trận đấu từ thiện". Dựa theo nguyên tắc này khi một chiến binh cảm thấy mình không còn sống được lâu nữa, ông ta sẽ đi cùng với một nhóm người và yêu cầu một vị vua khác cho một trận đấu tay đôi hay một trận đánh nhỏ. Như vậy, chiến binh này sẽ tự lựa chọn thời điểm và cách chết, và sẽ được đảm bảo rằng ông ta sẽ chết trong chiến đấu. đấu tay đôi đến chết là hợp pháp trong một số giai đoạn, và có thể sẽ bị hành quyết bởi đối thủ như một hình phạt.
Trong các sử thi và văn bản cổ đại như "Dharmashastra" kể rằng những trận đấu tay đôi diễn ra dưới những quy tắc nghiêm khắc về cách thực hiện và nếu như vi phạm những nguyên tắc này sẽ bị xem như điều đáng sỉ nhục cũng như tội lỗi. Theo những quy tắc này, đả thương hay giết đối thủ đã bị mất vũ khí là bị cấm, tương tự đối với những người đầu hàng, những người đã bị đánh bất tỉnh. Tác phẩm "Manusmṛti" nói rằng nếu như búi tóc của một chiến binh bị sút ra thì đối thủ phải cho anh ta thời gian để buộc lại trước khi tiếp tục. Cả hai đối thủ buộc phải sử dụng một vũ khí giống nhau và từng loại vũ khí có những quy tắc khác nhau. Ví dụ, "Mahabharata" ghi nhận rằng đánh vào vùng dưới thắt lưng thì bị cấm trong một trận đấu tay đôi với chùy. Trong một hình thức đấu tay đôi cổ xưa, hai chiến binh sẽ đánh nhau bằng dao trong tay phải với tay trái bị buộc lại với nhau.
Một nhà thám hiểm người Bồ Đào Nha Duarte Barbosa kể lại rằng đấu tay đôi là hình thức phổ biến giữa các quý tộc trong Vijayanagara Đế chế, và nó là việc duy nhất hợp pháp tại nơi mà "Tội giết người" có thể bị trừng phạt. Sau khi chuẩn bị cho trận đấu tay đôi trong một ngày và được sự cho phép của Vua, những người tham dự đấu tay đôi sẽ đến một địa điểm được quy ước từ trước "với sự thỏa mãn cao nhất". Những người đấu tay đôi không mặc giáp và để trần từ thắt lưng trở lên. Từ thắt lưng trở xuống họ mặc những chiếc quần cotton bó với nhiều nếp gấp. Vũ khí được dùng trong trận đấu tay đôi là kiếm, khiên và dao găm. Những vũ khí này sẽ được nhà Vua quy định kích cỡ bằng nhau. Những người phán quyết sẽ quyết định phần thưởng dành cho người thắng cuộc đấu; người thắng có quyền yêu cầu lấy cả tài sản của người thua cuộc.
Những trận đấu tay đôi tại Manipur được ghi nhận lần đầu tiên trong "Chainarol-Puya", tác phẩm ghi lại chi tiết Đạo đức trong các trận đấu tay đôi. Khi một chiến binh bị thách thức, họ sẽ có một ngày để chuẩn bị vũ khí. Cho phép đối thủ bắn một mũi tên hay ném giáo trước được đánh giá là một hành động dũng cảm. Một trận đấu tay đôi không nhất thiết phải có người chết, và thường kết thúc khi có người đổ máu trước. Tuy nhiên, người chiến thắng được cho phép chém đầu người thua. Trước một trận đấu tay đôi hay việc chém đầu, những chiến binh sẽ chia sẻ với nhau những món ăn do vợ họ nấu. Nếu như có thỏa thuận trước, xác của người thua có thể được hỏa táng. Những cái đầu sẽ được xem như chiến lợi phẩm cho người thắng cuộc, điều này giống như phong tục của những "thợ săn đầu người" tại miền Đông Bắc Ấn Độ. Luật cũng ghi rõ rằng không được giết những người bỏ chạy, van xin hay khóc vì sợ hãi, hay bất kì người nào cầu xin sự tha thứ.
Tại Kerala, những trận đấu tay đôi được biết như "ankam" được chiến đấu bởi tầng lớp Chiến binh(Chekavar) luyện môn võ "kalari" dựa theo những quy tắc của họ.

### Indonesia
Các vũ khí và Luật cho đấu tay đôi tại quần đảo Indonesia rất đa dạng tùy vào từng nền văn hóa khác nhau. Tại Madura, đấu tay đôi được biết như "carok" và thường diễn ra với vũ khí là lưỡi liềm. Tộc người Madurese rất yêu thích những cái liềm của họ với một "khodam", một tinh thần mang hơi hướng thần thoại, theo cách của những thầy tu trước khi tổ chức một trận đấu tay đôi.
Một hình thức truyền thống của đấu tay đôi của tộc người Bugis-Makassar được gọi là "sitobo lalang lipa". Trong hình thức đấu này, người tham gia sẽ chiến đấu trong một bộ "sarong". Người thách thức sẽ đứng với một "sarong" được nới lỏng xung quanh anh ta và mời một cách lịch sự đối thủ của mình bước vào trong bộ "sarong". Bộ "sarong" sẽ quấn chặt bên hông của họ. Khi cả hai người đàn ông đã bước vào bên trong, một bản cam kết chiến đấu đến chết được về việc sẽ không có mối thù nào để lại cho thế hệ sau hay không một bên nào được phép thắc mắc về trận đấu cần được thông qua. Nếu cả hai người đồng ý, họ sẽ bắt đầu trận đấu trong một không gian hạn chế của bộ "sarong". Không như truyền thống đấu dao găm xoắn("kris") của văn hóa Javanese và Malay, cộng đồng Bugis-Makassar thay vào đó sử dụng dao găm nhọn, một vũ khí truyền thống của địa phương. Vì việc tránh bị thương là gần như không thể đối với người chiến thắng, thể loại đấu tay đôi này được cho là một việc chứng tỏ lòng dũng cảm phi thường. bản chất của người đàn ông đích thực và tinh thần của một chiến binh. Mặc dù "sitobo lalang lipa" đích thực không còn tồn tại, Luật của những trận đấu tay đôi này vẫn còn được biểu diễn trong những cuộc trình diễn văn hóa ngày nay.

### Nhật Bản

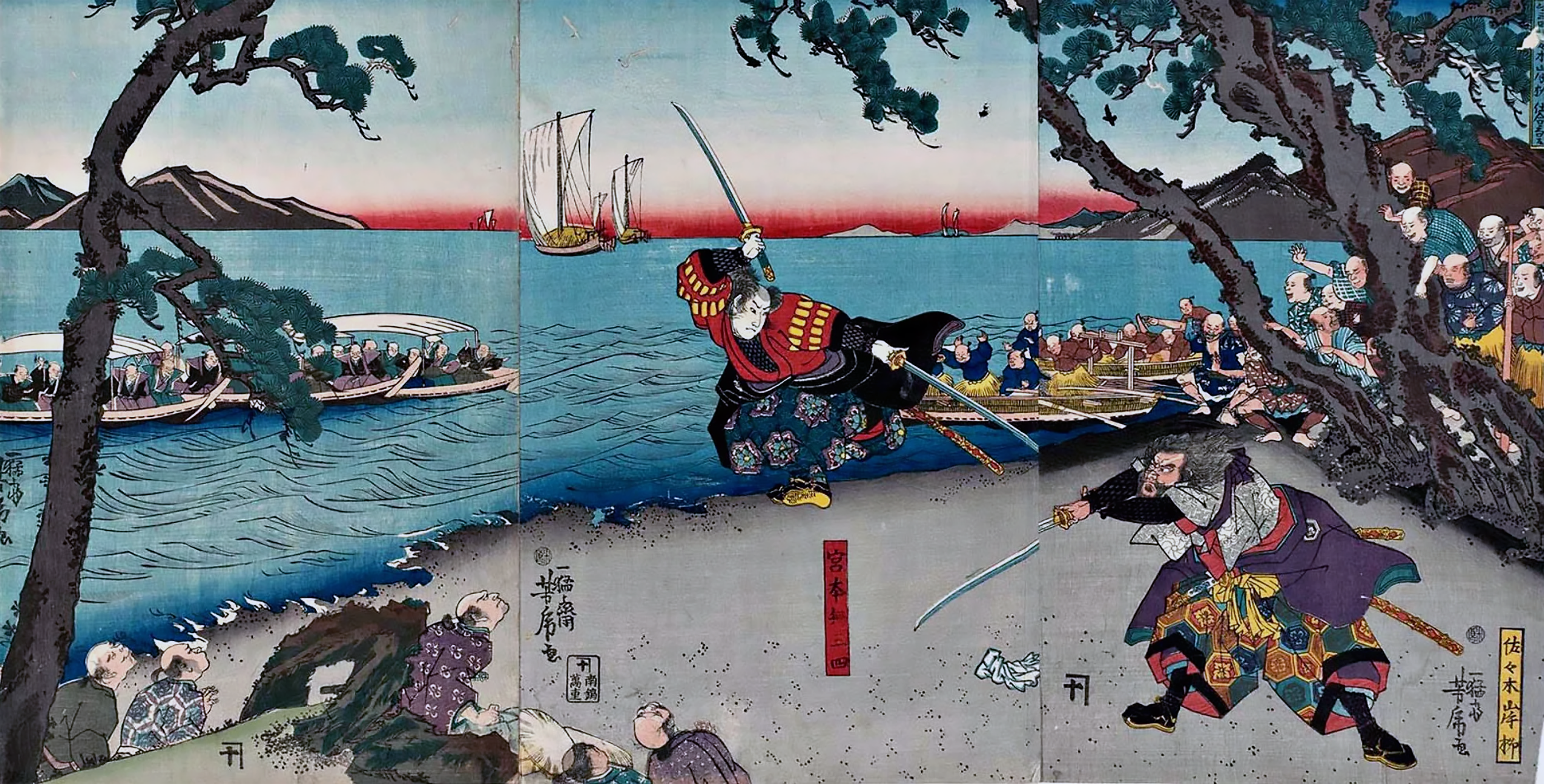
Mô tả Trận đấu tay đôi giữa La Musashi và Sasaki Kojirō

Trong thời Edo Nhật Bản, có một truyền thống đấu tay đôi (決闘?, kettō) trong tầng lớp samurai. Vào ngày 14 tháng 4 năm 1612 kiếm sĩ nổi tiếng Miyamoto Musashi đấu tay đôi với đối thủ của ông là Sasaki Kojiro trên hòn đảo Funajima. Tuyên truyền, Mushashi đã chiến đấu trên 60 trận đấu tay đôi và không bao giờ bị đánh bại.

### Philippines
Đấu tay đôi là một sự kiện phổ biến tại Philippines từ thời cổ đại, và tiếp tục được ghi nhận trong suốt thời kì thực dân Tây Ban Nha và các nước Châu Mỹ. Tại Visayas, truyền thống đấu tay đôi quy định rằng bên bị xúc phạm sẽ "hagit" hay còn gọi là "thách thức" trước đối với bên thực hiện lời xúc phạm. Bên xúc phạm sẽ lựa chọn chấp nhận hay từ chối lời thách thức. Trong quá khứ, vũ khí được tự do lựa chọn. Nhưng hầu như, dao bolos, gậy tre và dao là những vũ khí được ưa thích. Các trận đấu tay đôi kết thúc khi có người đổ máu trước, đầu hàng hay có một người chết. đấu tay đôi đến chết được biết như "huego-todo"(không có giới hạn). Các bậc trưởng lão của môn võ Filipino vẫn luôn nhắc rằng họ thường xuyên có những trận đấu tay đôi trong thời tuổi trẻ của họ.
Đấu tay đôi với dao bolo là rất phổ biến tại miền Bắc và trung tâm Philippines, thường là tại các nông trại nơi mà dao bolo được sử dụng như một công cụ làm việc. Một trận đấu tay đôi được ghi nhận chính thức diễn ra vào ngày 14 tháng 4 năm 1920 theo Prescott Journal Miner được biết như "Trận đấu tay đôi bang dao Bolo tại Manila từ khi các nước Châu Mỹ vào chiếm hữu". Nó diễn ra khi Ángel Umali và Tranquilino Paglinawan gặp gỡ những người bạn tại một lô đất trống gần trung tâm thành phố trước hoàng hôn để giải quyết mâu thuẫn; Paglinawan mất tay trái của mình. Vì Luật pháp không cấm những cuộc đấu tay đôi với Dao bolo, Umali chỉ bị xử phạt nhẹ.
Những trận đấu với dao Bolo vẫn diễn ra ngày nay, mặc dù rất hiếm, và đã trở thành nền văn hóa của người Philippines. Vào ngày 7 tháng 1 năm 2012, hai nông dân đứng tuổi bị thương sau một trận đấu tay đôi với dao bolo vào mùa thu hoạch lúa trong một làng tại thành Phố Zamboanga. Geronimo Álvarez và Jesús Guerrero đang cùng nhau uống rượu thì họ trở nên mất bình tĩnh trong lúc tranh cãi Álvarez được cho rằng đã rút con dao bolo của mình ra và chém Guerrero. Guerrero cũng rút con dao bolo của mình và chém Álvarez, người thân của họ nhanh chóng can ngăn và đưa cả hai vào bệnh viện.

## Đấu tay đôi trong phim và văn học
Trong các bộ phim, đấu tay đôi trở thành chủ đề cho những bộ phim bằng ảnh động như bộ phim The Duellists(1977) của Ridley Scott. Bộ phim dựa trên dựa trên truyện ngắn "The Duel"(1908) của Joseph Conrad. Bộ phim năm 1943 "The Life and Death of Colonel Blimp" kể về việc hai nhân vật chính trở thành bạn của nhau sau một trận đấu tay đôi, các quá trình diễn ra trận Đấu cũng được chiếu một cách rất chi tiết. Trận đấu tay đôi đỉnh cao phim "Scaramouche" năm 1952 trở thành bộ phim điện ảnh nổi tiếng với độ dài trên 6 phút. Có lẽ nổi tiếng nhất là sự nghiệp của Max Ophüls, người đã dùng những trận đấu tay đôi để giải quyết những mâu thuẫn về cảm xúc trong rất nhiều bộ phim của ông.
Những bộ phim về đấu tay đôi khác bao gồm:
- Flesh and the Devil (1926), với những trận đấu tay đôi với súng
- Dollars Trilogy (1964-1966) là những trận đấu tay đôi rút súng nhanh. Phổ biến hình thức đấu tay đôi vòng tròn của Mexico.
- The Big Country (1958), với những trận đấu tay đôi với súng
- The Man with the Golden Gun (1974), giữa James Bond và Francisco Scaramanga, mỗi người sử dụng vũ khí ưa thích của mình
- Barry Lyndon (1975), đấu tay đôi với những khẩu súng và những thanh kiếm
- The Duellists (1977), xuất hiện kiếm lưỡi cong và súng
- Highlander (1986), đấu tay đôi bằng kiếm
- Rob Roy (1995), đấu tay đôi bằng kiếm
- Hamlet (1996), đấu tay đôi bằng kiếm liễu
- The Skulls (2000), đấu tay đôi bằng súng ngắn
- Roots (2016), đấu tay đôi bằng súng và kiếm

Alexander Pushkin là một người đấu tay đôi trong đời thực, đã từng chiến đấu trong 29 trận đấu tay đôi và chết trong trận đấu tay đôi cuối cùng của ông với một sĩ quan quân đội. Nhân vật nổi tiếng nhất trong tác phẩm của Pushkin Onegin cũng từng đấu tay đôi trong tiểu thuyết cùng tên. Những trận đấu tay đôi được mô tả trong nhiều tác phẩm Nga khác, như là Chiến tranh và hòa Bình củaLeo Tolstoy, Các Anh em con chó bởi đặt hàng trước, và Cha và con Trai của Ivan anton Chekhov.
Một tác phẩm rất nổi tiếng và hài hước về cách hành xử cũng như cách Đánh tay đôi thể hiện trong tác phẩm của Alexandre Dumas Ba chàng lính ngự Lâm. Nhân vật chính d'Artagnan với sự xốc nổi của tuổi trẻ đã vô tình xúc phạm ba người đàn ông vào buổi sáng và những trận đấu tay đôi ngay lập tức diễn ra vào buổi chiều, lần lượt từng người một. Mối hiềm khích ban đầu bị xóa bỏ và cả bốn người trở thành những người bạn đồng hành thân thiết. William Makepeace Thackeray cũng đưa những trận đấu tay đôi vào các tác phẩm Vanity Fair, The Luck of Barry Lyndon, The History of Henry Esmond and A Shabby Genteel Story. Trong tác phẩm cuối cùng, một trận đấu tay đôi buồn cười diễn ra giữa 2 người đàn ông khi những khẩu súng không được nạp đạn.
Trong tập phim "The Squire of Gothos" của series phim "Star Trek", thuyền trưởng Kirk đã thách thức người ngoài hành tinh Trelane cho một cuộc đấu tay đôi với súng. Trelane chấp nhận, nhưng sau đó rút lui, vì vậy Kirk đã bắn để hủy bỏ nguồn năng lượng của Trelane.
Trong các bộ phim hoạt hình, Một trận đấu tay đôi xuất hiện trong Mississippi Hare của Chuck Jones, khi mà một tên cờ bạc thách thức Bugs Bunny cho một trận đấu tay đôi với súng. Cũng trong bộ phim hoạt hình Popeye(1953) trong tập phim Ancient Fistory, một trận đấu tay đôi diễn ra một cách hài hước trong thời Trung cổ.